# Дубровский (Урюпинский район)
Дубровский — хутор в Урюпинском районе Волгоградской области России, в составе Искринского сельского поселения.
Население — 103 (2010)

## История
Также известен под названием Дубровка. Хутор Дубровка упоминается в справочнике «История административно-территориального деления Сталинградского (Нижневолжского) края. 1928—1936 гг.» в составе сельсоветов Нижне-Антошинского и сельсовета Роза Люксембург Урюпинского района Хопёрского округа (упразднён в 1930 году) Нижне-Волжского края (с 1934 года — Сталинградского края). По состоянию на 1935 год Дубровка (III отд.) в составе поссовета «Искра». Поссовет в том же году передан в состав Добринского района (С 1954 по 1957 год район входил в состав Балашовской области)
В 1963 году в связи с упразднением Добринского района хутор передан в состав Урюпинского района.

## География
Хутор находится в степной местности на западе Урюпинского района, в пределах Калачской возвышенности, являющейся частью Восточно-Европейской равнины, в балке Манина (чуть ниже устья балки Дубровка). Населённый пункт расположен на высоте около 180 метров над уровнем моря.. Ландшафт суббореальный умеренно континентальный, типично-степной, смешанного происхождения аккумулятивно-денудационный. Для данного типа ландшафта характерны равнины крупнохолмистые, с массивными выпуклыми междуречьями, глубоко расчленёнными широкими долинами, балками, с сельскохозяйственными землями, участками дубовых лесов, луговых и разнотравно-злаковых степей.
Почвы — лугово-чернозёмные и чернозёмы обыкновенные.
По автомобильным дорогам расстояние до областного центра города Волгоград составляет 370 км, до районного центра города Урюпинск — 43 км, до административного центра сельского поселения посёлка Искра — 18 км.
Часовой пояс
Дубровский, как и вся Волгоградская область, находится в часовой зоне МСК (московское время). Смещение применяемого времени относительно UTC составляет +3:00.

## Население
Динамика численности населения по годам:
| 1989 | 2002 |
| ---- | ---- |
| ≈190 | 140  |

| 2010 |
| ---- |
| 103  |